# Soortgroep
Een soortgroep is in de biologie een parapluterm om een bepaalde informele groep taxa van organismen aan te (kunnen) duiden. Een soortgroep zelf is géén taxonomische (of syntaxonomische) rang, alhoewel het in sommige gevallen wel samen kan vallen.
Vaak worden soortgroepen onderscheiden en/of gehanteerd om meer praktische redenen, zoals bijvoorbeeld natuurbeheer(smaatregelen) en beleid. In het natuurbeheer onderscheidt men bijvoorbeeld vaak inheemse soorten en (invasieve) exotische soorten als soortgroepen, maar ook vaak houtige en kruidachtige plantensoorten. Ook rode lijsten hanteren soortgroepen. Een ander belangrijk motief voor het onderscheiden van soortgroepen kan zijn dat mensen of verenigingen zich (zowel professioneel als hobbymatig) bezighouden met een bepaalde groep organismen die (daardoor) als soortgroep wordt onderscheiden, maar taxonomisch of fylogenetisch totaal geen verwantschap vertoont. Een uitgesproken voorbeeld van het laatstgenoemde geval zijn de mossen en korstmossen, die vaak samen als een soortgroep worden gehanteerd (landelijk heeft deze soortgroep zelfs een eigen onderzoeksorganisatie: de BLWG).

## Voorbeelden
Hieronder staan enkele voorbeelden van soortgroepen naar verschillende kenmerken.
- voorbeelden van soortgroepen naar onderzoekstak:
  - mossen en korstmossen (bryolichenologie)
  - reptielen en amfibieën, ook bekend als herpetofauna (herpetologie)

- voorbeelden van soortgroepen naar indigeniteit:
  - inheems
  - exoot
  - adventief
  - invasief

- voorbeelden van diersoortgroepen naar grootte:
  - mesofauna
  - macrofauna
  - megafauna
  - microlepidoptera versus macrolepidoptera

- voorbeelden van plantensoortgroepen naar plantenmorfologie:
  - kruidachtig
  - struik
  - boom